# Blienschwiller
Blienschwiller település Franciaországban, Bas-Rhin megyében. Lakosainak száma 305 fő (2022. január 1.). Blienschwiller Nothalten, Dambach-la-Ville, Epfig, Reichsfeld és Saint-Pierre-Bois községekkel határos.

## Népesség
A település népességének változása:
| Lakosok száma | 329  | 328  | 338  | 321  | 317  | 313  | 310  | 308  | 305  |
|               | 2013 | 2015 | 2016 | 2017 | 2018 | 2019 | 2020 | 2021 | 2022 |